# Vlag van Jabbeke
De vlag van Jabbeke werd door de gemeenteraad op 18 september 1989 officieel vastgesteld als de gemeentelijke vlag van de West-Vlaamse gemeente Jabbeke. Op 17 april 1990 werd hij door het Bestuur van Vlaanderen bevestigd en uiteindelijk gepubliceerd op 8 december 1990 in het officiële Belgisch Staatsblad.
Officieel wordt de vlag beschreven als:
Geschaakt van negen stukken van zwart en van wit, met op het middelste vak drie witte zwanen, rood gebekt en gepoot.
De kleuren van de vlag zijn ontleend aan het voormalige wapens van Snellegem (zwart-wit), Stalhille (zwart-wit), Varsenare (zwart-wit), Zevergem (wit) en Jabbeke (zwart-wit). De middelste rechthoek is een banier van het voormalige wapen van Jabbeke.

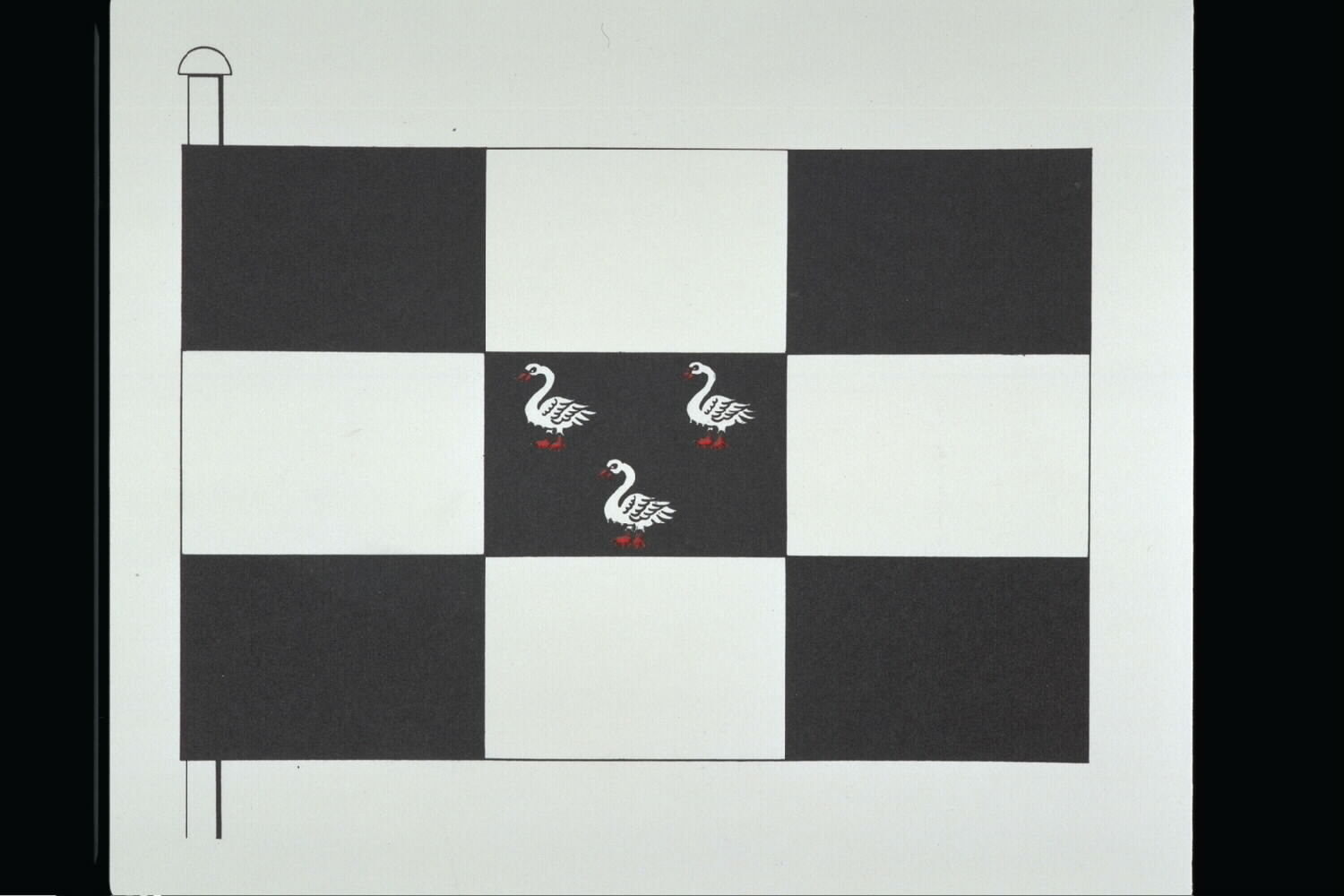
Officiële tekening van de vlag
Wapen van Snellegem
Wapen van Stalhille
Wapen van Varsenare
Wapen van Zerkegem